# Народно дело
Народно дело је издавачка кућа из Београда.

## Издања
Позната је по луксузним издањима и издавачким подухватима: Енциклопедија Свезнање и илустроване монографије: Свети Сава, Славе, Душанов законик, Горски вијенац, Марко Миљанов, Српске беседе, Српска труба, Српске војводе, Историја о Христу, Историја Срба, Историја света, Мислило, Ум царује, Речник симбола, Монографија Звонко Богдан, Монографија Партизан 1945-2005, Уметничка мапа Шобајић...

## Сарадници
Сарадници Народног дела: академик Матија Бећковић, академик Владо Стругар, академик Коста Чавошки, академик Војислав Кораћ, академик Војислав Ђурић, академик Бранко Поповић, митрополит Амфилохије Радовић, умировљени епископ Атанасије Јевтић, Димитрије Калезић, Момо Капор, Драгомир Брајковић...
Међу сарадницима се налазио и блаженопочивши патријарх српски Павле.
На челу Издавачке куће „Народно дело“ је књижевник и дизајнер Крсто Миловановић.

## Награде
Народно дело је за своја издања добило преко 100 награда и признања, што за издавачке подухвате године, што за најлепше књиге године.